# Danze francesi
Le danze francesi sono estremamente vive e seguite dai ballerini di danza tradizionale.
Vi è una grande varietà di danze con caratteristiche coreutiche e musicali molto diverse con una distribuzione geografica regionale.

## Bourrée
Le bourrée sono le più diffuse, ballate in tutta la Francia, quelle maggiormente conosciute sono del Berry, d'Alvernia, del Borbonese, del Morvan.
Si possono ballare in coppia o con un diverso numero di ballerini fino al cerchio o semicerchio.

## Bretoni
Numerosissime, sono spesso provenienti da zone molto limitate della Bretagna, a volte un piccolo paese. Molte danze bretoni sono in catena o in cerchio come l'An Dro, l'hanter dro', il rond de Landeda, il Laridé, la kost ar c'hoat, il Rond de Saint-Vincent, il trikot ecc. Altre sono organizzate in suite (generalmente composte di tre parti): plinn, fisel, treger, gavotte des montagnes.

## Branle
Sono tra le danze più antiche vengono fatte risalire alle "rondes" celtiche, praticate durante i riti sacrificali. Vengono eseguite perlopiù in cerchi aperti con direzione oraria.

## Guasconi
Il più conosciuto è il rondeau, deriva il suo nome dal latino "rotundus", in origine si danzava in cerchio chiuso, successivamente in cerchio aperto ed ora in catena o in coppie in "cortège".
Troviamo inoltre il congò, i sauts du Béarn, i branle, la bourrée planière e la ronde du Quercy.

## Poitou
In questa regione troviamo l'avant-deux, la maraichine, il pas d'eté, il bal limousin e la marchoise de blanzay.

## Altre danze
Vi sono altri balli di gruppo molto diffusi, come il cercle circassien, la cochinchine la chapelloise, i rigaudon, i rond e ovviamente quelli di coppia come la valse, la polka, la scottish e la mazurka francese.
Di tradizione tutta francese sono i valzer impari, ve ne sono a cinque, otto e undici tempi, per costruire questi tempi uniscono a uno o più passi di valzer (tre tempi) dei passi di marcia (due tempi), la particolarità di quello a otto tempi, che ha un numero di appoggi pari è quella di partire sempre con lo stesso piede, caratteristica forse unica nei balli di coppia.